# بیچل
بیچل (به لاتین: Beichle) یک کوه در سوئیس است که در کانتون لوتسرن واقع شده‌است. بیچل ۱٬۷۷۰ متر بالاتر از سطح دریا واقع شده‌است.